# Christopher Bezelius
Christopher Bezelius, född 1628 i Magdeburg, död 26 maj 1689 i Stockholms stad, var en svensk präst.

## Biografi
Christopher Bezelius föddes 1628 i Magdeburg. Han var son till boktryckaren Bezelius och hans hustru. Bezelius studerade vid Wittenbergs universitet och Helmstedts universitet. Han avlade magisterexamen i Helmstedt och prästvigdes. Bezelius blev 1650 fältpredikant i svenska armén och senare hovpredikant och biktfader hos drottning Maria Eleonora. Den 24 juli 1655 blev han kaplan i Tyska församlingen, Stockholm och från 1 juli 1666 komminister i församlingen. Bezelius blev 27 november 1677 kyrkoherde i församlingen. Han avled 1689 i Stockholm och begravdes 2 juli 1689 i Storkyrkan.
Ett porträtt av Bezelius ägs av Tyska församlingen.

## Familj
Bezelius gifte sig 25 september 1655 i Tyska församlingen med Barbara Scherl (död 1686). Hon var dotter till kungliga musikern Ambrosius Scherl och hans hustru. De fick tillsammans barnen Elisabeth Bezelius (1656–1657), Elisabeth Bezelius (1658–1709) som var gift med kyrkoherden Ægidius Strauch i Tyska församlingen, Christopher Dieterich Bezelius (1660–1660), Margareta Charitas Bezelius (1662–1727) som var gift med livmedikus Johan Martin Rothlöben, Anna Rosina Bezelius (1664–1674) och Christopher Dieterich Bezelius (1668–1668).

## Fastigheter
Bezelius köpte 26 augusti 1672 kvarteret Laton nummer 5 (Västerlånggatan 67). Han fick 19 september 1659 ett trähus på Södermalm genom ett fastebrev.

### referenser
1. 1 2 3 4 5 6 7 8 9 10 11 12  Gunnar Hellström, Stockholms stads herdaminne från reformationen intill tillkomsten av Stockholms stift : Biografisk matrikel, 1951, s. 564-565, läs online, läst: 21 juni 2022.[källa från Wikidata]
2. 1 2 3 4  Hellström, Gunnar (1951). Stockholms stads herdaminne från reformationen intill tillkomsten av Stockholms stift: biografisk matrikel. Monografier / utgivna av Stockholms kommunalförvaltning ; [11]. Stockholm: Stockholms kommunförvaltning. sid. 564-565. Libris 24465. https://runeberg.org/sthlmherd/0565.html